# Nicolas II de Bersatoribus
 Nicolas II de Bersatoribus (italien  Niccolò II Bersatori)  mort à Aoste le 23 juin 1361 est un  ecclésiastique piémontais qui fut évêque d'Aoste de 1327 à 1361.

## Biographie
Nicolas ou Nicholaus II de Bersatoribus est le neveu et homonyme de l'évêque Nicolas Ier Bersatoribus et comme lui originaire de Pignerol dans le Piémont
Il est consacré le 22 septembre 1327 par Bertrand Ier de Bertrand archevêque de Tarentaise assisté de Palladio Avogadro évêque d'Ivrée et de Guido Canale  évêque de Turin. Il prend possession de son diocèse le 7 octobre suivant. Il est le 11 juin 1343 l'un des exécuteurs testamentaires désigné par le comte Aymon de Savoie. Il fonde dans le palais épiscopal une chapelle sous le vocable de Saint-Thomas de Cantorbéry. Il entre en conflit avec les officiers du comte Amédée VI de Savoie mais reçoit ce dernier dans son palais épiscopal. En janvier 1355 il est présent à Milan lors du couronnement de l'empereur Charles IV de Luxembourg. Il devient ensuite un conseiller du comte Amédée VI de Savoie  avec qui il est présent lors d'un acte du 27 juillet 1355. Il meurt le 23 juin 1361.